# Acris crepitans
Acris crepitans är en groda från Nordamerika som tillhör släktet Acris och familjen lövgrodor.

## Utseende
En liten, slank groda med grå, grön eller ljusbrun ovansida med svarta, orange, gula eller röda markeringar, en mörk, triangelformad markering på huvudet, ett vitt streck från ögat längs sidan av huvudet och mörka streck på benen. Bakfötterna har kraftig simhud, och huden är vårtig. Hanen, som vanligtvis är mindre än honan, har en oparig kindpåse. Längden uppgår till 2 – 3,5 cm. 

## Utbredning
Grodan finns i nästan hela östra USA med undantag för Florida och de allra nordligaste delarna. Nordgränsen i USA går vid södra Stora sjöarna-området, västgränsen ungefär mellan South Dakota och östra New Mexico. Dessutom finns den i nordöstra Mexiko och i isolerade populationer i sydvästligaste Ontario i Kanada samt vid South Carolinas sydkust.

## Vanor
Grodan lever i och i närheten av oskuggade sankmarker, träsksjöar och långsamma bäckar både på öppen mark och i gles skog. Trots att den tillhör lövgrodorna, är den ingen skicklig klättrare; den hoppar emellertid mycket bra. Lätet påminner om en spelande syrsa.  Grodan sover vintersömn, även om detta endast sker i vissa delar av utbredningsområdet.

### Föda och predation
Arten jagar byten under större delen av dygnet, både på land och i vatten. Den livnär sig på ett stort antal mindre djur, framför allt insekter och spindlar, men även ringmaskar, mollusker och kräftdjur. Även vegetabilier förtärs ibland. Själv utgör arten föda för ett stort antal djur, bland andra amerikansk oxgroda, fiskar, ormar som strumpebandssnok, fåglar, sköldpaddor och däggdjur. Speciellt drabbade är de nyförvandlade ungdjuren, där en stor del dödas före första parningen.

### Fortplantning
Parning och larvutveckling sker i grunda vattensamlingar, även temporära, som dammar, diken, träsk, långsamma bäckar, källor och även stora regnvattenpölar. Leken varar från maj till juli med vissa regionala skillnader. Honan lägger upptill 400 ägg ensamma eller i små klumpar. Det tar mellan 1 och 3 månader för grodynglen att förvandlas, eventuellt längre. Grodynglen livnär sig på fytoplankton och perifyton (organismpåväxt på föremål i vatten).

## Status
Acris crepitans är klassificerad som livskraftig ("LC") av IUCN, och populationen är stabil. I nordvästra delen av utbredningsområdet är den emellertid hotad. Orsakerna till detta är inte helt fastställda, men man förmodar att utdikningarna och anläggningen av åkermark under 1800-talet, flygbesprutning mot ohyra, förorening av deras vattensamlingar med vägsalt och inplantering av rovfisk alla kan spela en roll. Den är klassificerad som starkt hotad ("EN") i New York.